# Przedsiębiorstwo Komunikacji Samochodowej w Żarach
Przedsiębiorstwo Komunikacji Samochodowej Spółka Akcyjna w Żarach (używany skrót: PKS S.A. Żary)  – spółka handlowa - przewoźnik drogowy założony 1 maja 1998 roku i funkcjonujący od 1 lutego 1999 r., utworzony poprzez prywatyzację dawnego oddziału Państwowej Komunikacji Samochodowej . 
Przedsiębiorstwo należało do istotnych inwestorów branżowych, nabywających inne przedsiębiorstwa utworzone w 1990 r. w ramach podziału dawnej PKS.
Wg stanu na 31 grudnia 2019 roku, spółka pełniła rolę właścicielską dla odrębnych przedsiębiorstw - spółek zależnych, którym przekazano odpowiednio: przewóz osób (Feniks V sp. z o.o.) i spedycję (PKS Trans S.A.) . 
Spółka zajmowała się również inną niż transport działalnością gospodarczą, m.in. wynajmem pojazdów, dworców autobusowych i innych lokali oraz budową mieszkań .

## Rys historyczny
Po 1945 roku Państwowa Komunikacja Samochodowa w Żarach funkcjonowała w ramach Ekspozytury Towarowo-Osobowej Państwowej Komunikacji Samochodowej z siedzibą w Poznaniu. Według archiwaliów, z dniem 1 kwietnia 1953 r. utworzono placówkę terenową Oddziału I Państwowej Komunikacji Samochodowej w Zielonej Górze z siedzibą w Żarach. Na skutek reorganizacji PKS, od 1 lipca 1962 roku oddział funkcjonował jako część Wojewódzkie Przedsiębiorstwo Państwowej Komunikacji Samochodowej w Zielonej Górze - Oddział V osobowo-towarowy z siedzibą w Żarach. Po reformie administracyjnej PRL z 1975 r. oddział przyporządkowano pod 17. okręg komunikacyjny zarządzany przez Dyrekcję Okręgową PKS w Zielonej Górze, obejmującą oddziały PKS z utworzonych wówczas województw: zielonogórskiego i legnickiego. 
Pod koniec lat 70. oddział PKS w Żarach posiadał 180 autobusów i 155 samochodów ciężarowych. Przedsiębiorstwo posiadało placówki terenowe w Lubsku i Żaganiu.
28 lutego 1983 roku w związku z likwidacją Zjednoczenia PKS i powstaniem Krajowej Państwowej Komunikacji Samochodowej - oddział w Żarach przyjął nazwę Krajowa Państwowa Komunikacja Samochodowa w Zielonej Górze - Oddział w Żarach.
Na skutek transformacji systemowej w Polsce i likwidacji Krajowej Państwowej Komunikacji Samochodowej oddział został przekształcony w komercyjne przedsiębiorstwo państwowe pod nazwą Przedsiębiorstwo Państwowej Komunikacji Samochodowej w Żarach. 
Z początkiem lutego 1999 r. PPKS w Żarach jako pierwszy ze 176 dawnych oddziałów PKS został sprywatyzowany w formie tzw. leasingu (oddania pracownikom do odpłatnego korzystania). Raty leasingowe za przejęte przedsiębiorstwo spłacono w ciągu roku.
Przedsiębiorstwo uczestniczyło w prywatyzacji podobnych firm:
- PKS Wejherowo: udziały w latach 2001-2003[3];
- PKS Gliwice: udziały od 2001 r. razem z Transhand Słubice; w grudniu 2003 r. zakup pakietu kontrolnego akcji (90% udziałów); następnie fuzja ze spółką Feniks V[3];
- PKS Iława: od 2004 r. do ok. 2015 r. pakiet kontrolny udziałów[5];
- PKS Nowa Sól: przejęcie w latach 2004 (część) i 2014 (całość) udziałów, razem z PKS Gorzów Wielkopolski, następnie w 2017 r. likwidacja przewozów i podział rynku między wspólników[7][8].

W latach 2001–2004 roku bez skutku rywalizowano z PKS Tour Jelenia Góra o przejęcie PPKS Legnica, posiadając w założonej w tym celu spółce z udziałem pracowników PKS Legnica 24,6% udziałów. 
Od 1 maja 2003 roku przewoźnik przejął, w drodze wygranych przetargów, obsługę komunikacji miejskiej na rzecz gminy miejskiej Żary. 
Od marca 2013 roku przewozami pasażerskimi zajmuje się wyodrębniona z PKS S.A. spółka zależna pn.Feniks V . W 2015 roku spółka Feniks V złożyła władzom samorządowym Żagania ofertę przejęcia Miejskiego Zakładu Komunikacyjnego, która została odrzucona.
W latach 2019–2020 r. spedycję przekazano spółce zależnej PKS Trans . 

## Działalność
PKS S.A. Żary pełni wobec spółek zależnych rolę właścicielską, świadczy im również najem środków transportu i nieruchomości .
Spółka świadczy na rynku usługi serwisowe dla transportu samochodowego oraz sprzedaż paliw . 